# Лисец, Ева
Ева Лисец (англ. Eva Lisec, род. 17 июня 1995 года в Целе, Словения) — словенская профессиональная баскетболистка, выступает на позициях тяжёлого форварда и центрового. Участница чемпионата Европы по баскетболу среди женщин 2019 года в составе сборной Словении.

## Профессиональная карьера

### Клубная
Начала профессиональную карьеру в 2010 году в составе словенского клуба «Гросупле» в возрасте 15 лет. Из «Гросупле» она перешла в лучший словенский женский баскетбольный клуб «Целе». В сезоне 2015/2016 Лисец переходит в итальянский клуб «Скио», который выступал в женской Евролиге. После пяти лет в профессиональном баскетболе в возрасте 20 лет дебютировала в Евролиге, набрала 10 очков (5 из 5 с игры), совершила 2 подбора за 13 минут на площадке. Сезон 2016/2017 провела в аренде в венгерском клубе «Атомерому», где показывала хорошую игру и даже дошла с командой до финала лиги, однако уступила более высокой в рейтинге Евролиги команде «Сопрон». В единственном победном для своей команды матче серии Лисец набрала 27 очков. В сезоне 2017/2018 вернулась в Италию, где продолжила выступления за «Скио».
В 2021 году перешла в «Динамо» (Курск), стала MVP чемпионата России сезона 2021/22. Летом 2023 года стала игроком клуба «Ника».

### Международная
Была отобрана в числе 12 лучших баскетболисток для участия в женском Евробаскете 2019 года в Латвии и Сербии. В дебютном матче против сборной Венгрии получила травму и в третьей четверти покинула паркет. К этому моменту на её счету было 13 очков и 7 подборов. Пропустила оба оставшихся матча в группе, однако вышла на площадку в 1/8 против сборной Бельгии. На Евробаскете-2023 Ева Лизек провела три матча со сборной Словении, в среднем набирая 14 очков и делая 5,7 подбора. За плечами Лизек сразу четыре Евробаскета — 2017, 2019, 2021 и 2023.